# Амаджуак
Ама́джуак (англ. Amadjuak Lake) — озеро на территории Нунавут в Канаде. Расположено в южной части острова Баффинова Земля. Одно из больших озёр Канады — площадь водной поверхности 3058 км², общая площадь — 3115 км², третье по величине озеро территории Нунавут. Высота над уровнем моря 113 метров.
Питание от озера Минго и нескольких рек с юга и юго-востока, сток по реке Амаджуак на север в озеро Неттиллинг, которое стекает, в свою очередь, в залив Фокс.
Область между озёрами Неттиллинг и Амаждуак — один из районов обитания оленей карибу. Большую часть года озеро покрыто льдом и одним из немногих видов рыб, способным выжить в его холодных водах является арктический голец.